# Internet Explorer 3
A terceira versão do Microsoft Internet Explorer foi lançada em 13 de agosto de 1996 para Windows 95, Windows NT e Windows 3.1 e em 8 de janeiro de 1997 com o Netscape - que era navegador líder na época. Foi a primeira versão que começou a ser amplamente usada pelos usuários, porém ainda não vencia o Netscape. Durante seu "reinado", o IE 3 saltou sua fatia de mercado dos navegadores, pulando de 9% para em torno de 20 ou 30% até o final de 1997.
As grandes novidades dessa versão é que ele foi o primeiro grande navegador a ter suporte ao CSS. Introduziu também suporte para os controles ActiveX, applicativos Java, conteúdo online multimídia, e além do sistema de metadados PICS. Porém a grande novidade, foi que ele veio com o NetMeeting.
Foi introduzido no Windows 95 OSR 2 e foi o primeiro sistema sem o código-fonte do navegador da Spyglass, porém ainda usava a tecnologia do mesmo de modo que o licenciamento do navegador permaneceu o da Spyglass.